# Estat Català
|  | Per a altres significats, vegeu «Estat Català (desambiguació)». |

Estat Català és un partit polític independentista de Catalunya, fundat per Francesc Macià el 1922. Posteriorment, es va definir com a «partit independentista, interclassista i no dogmàtic, que lluita per la independència dels Països Catalans i el català com a única llengua oficial», i actualment es defineix com un partit d'esquerres. És el partit català més antic que continua tenint activitat i el tercer partit nacionalista d'Europa després del Sinn Féin i el Partit Nacionalista Basc.

## Història

Lestelada blava, utilitzada per Estat Català i que fou la primera bandera de l'independentisme català modern

### Fundació i intents insurreccionals
Va ser fundat per Francesc Macià en un acte que tingué lloc el 18 de juliol del 1922 al CADCI. Els catalans de Cuba col·laboraren econòmicament a sostenir el projecte durant un decenni. El Centre Català de l'Havana es constituí en associació secreta, amb el nom de Club Separatista Català núm. 1. L'organització dels clubs s'estengué a altres països i es creà la Federació Internacional de Clubs Separatistes Catalans, que finançarien el partit. Macià també creà el periòdic quinzenal Estat Català, dirigit per ell mateix i amb una redacció formada per Domènec Soler, Lluís Marsans i Daniel Cardona, amb Manuel Pagès i Mercader com a administrador, tots ells dirigents de la Federació Democràtica Nacionalista. El partit donà suport a Rovira i Virgili en les eleccions d'abril del 1923 i dirigí l'agitació de l'11 de setembre del mateix any.
Amb la proclamació de la dictadura de Primo de Rivera, l'octubre del 1923, Macià i l'estat major del grup fugiren a Perpinyà, i després a París. Finalment, s'instal·laren a la Rue de Charles Duflos, a Bois-Colombes, on hi havia Ventura Gassol, Josep Bordas de la Cuesta, Ernest Dalmau, Antoni Puch i Ferrer, Josep Carner i Ribalta i Josep Marlès i Sans. Al Principat restà un directori clandestí format pel doctor Soler i Damians, Alzina i Vallmitjana. També organitzaren 54 escamots de 10 membres, que eren dirigits per Daniel Cardona i Manuel Pagès. Cardona es va exiliar l'agost del 1924 i el cap a l'interior fou Marcel·lí Perelló i Domingo, que també mantenia contactes amb la Societat d'Estudis Militars dirigida per Miquel Ferrer i Sanxis, i fundà a l'interior la sotsorganització secreta i armada Bandera Negra, que el 6 de juny del 1925 organitzà l'atemptat contra Alfons XIII, conegut com a complot de Garraf.
Fracassat el front comú amb Acció Catalana, constituïren el Comitè d'Acció de la Lliure Aliança (gener del 1925) i el Comitè Revolucionari de París. El 23 d'abril del 1925, Francesc Macià i Miquel Soldevila, en nom del Govern Provisional de Catalunya, van emetre l'Emprèstit Pau Claris per a finançar un alçament armat. Alhora, es creava a Barcelona la secció de xoc de Bandera Negra (Santa Germandat Catalana), amb comitès a Besiers i Buenos Aires.

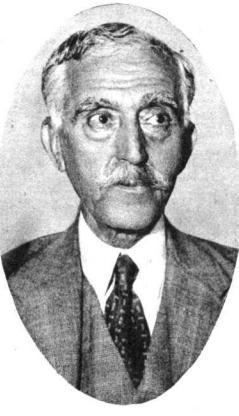
Retrat de Francesc Macià, datat el 1931, dirigent històric i fundador d'Estat Català

L'octubre del 1925, Macià i Josep Carner i Ribalta marxaren a Moscou per a entrevistar-se amb els dirigents de la Komintern. Per mediació d'Andreu Nin i Pérez, aconseguiren les simpaties de Lev Trotski, Nikolai Bukharin i Grigori Zinóviev, però Stalin no els va donar suport per manca de definició ideològica i perquè no ho veia clar.
Així mateix participà en els fets de Prats de Molló, on Macià en persona va organitzar una partida armada per a la invasió del sud del Principat des de Prats de Molló (Vallespir) el 1926. El pla fou descobert per les autoritats franceses, i Macià seria condemnat a sis mesos de presó i després deportat a Bèlgica, com la plana major del partit.
El 1928, Macià i Ventura Gassol celebraren una assemblea a Cuba amb suport del Grup Nacionalista Radical, on intentaren canviar el nom del partit pel de Partit Separatista Revolucionari Català, però els militants de l'interior no ho acceptaren. Alhora, alguns dels militants més esquerrans es van unir al Partit Comunista Català de Jordi Arquer i Saltor. Més tard, Estat Català fou un dels partits impulsors del pacte de Sant Sebastià (agost del 1930), on juntament amb nacionalistes bascos, gallecs i republicans espanyols es posaren les bases per democratitzar l'estat espanyol.
A la Conferència d'Esquerres, celebrada els dies 17-19 de març del 1931 al carrer de Cros a Sants, es va unir al Partit Republicà Català i al grup de L'Opinió i donà lloc a Esquerra Republicana de Catalunya, dins la qual Estat Català conservà autonomia organitzativa.

### La Segona República
L'abril del 1931, Macià va proclamar al Palau de la Generalitat l'efímera República Catalana, que no va passar de restabliment de la Generalitat de Catalunya per les pressions del govern d'Espanya. Francesc Macià va esdevenir, doncs, el primer president de la Generalitat reinstaurada. La plana major del partit es va integrar en Esquerra Republicana de Catalunya. Alguns, però, no ho acceptaren. Daniel Cardona i Civit se'n separà i fundà Nosaltres Sols! i es fundaren els grups marxistes i independentistes Alta Tensió i Elements d'Estat Català.
Del 3 al 10 de gener del 1932, Jaume Compte i Canelles convocà una assemblea, de la qual surtí Estat Català-Front Separatista d'Extrema Esquerra, partit obrer de caràcter nacionalista i revolucionari que per l'abril del 1932 convocà una Conferència Nacional Obrera. Alguns membres del Partit Comunista Català, com Pere Aznar, se li uniren, però Josep Rovira i Canals, Domènec Ramon i Amadeu Bernadó es passaren a Unió Socialista de Catalunya. Finalment, amb els seus partidaris va refundar el partit com a Estat Català-Partit Proletari, que després s'organitzaria com a partit independent amb el nom de Partit Català Proletari. El sector més nacionalista, però, fundaà el Partit Nacionalista Català.
El 1933, el cap de les joventuts d'Estat Català, Josep Dencàs i Puigdollers, intentà organitzar escamots armats amb suport de Miquel Badia i Capell. Tots tingueren un paper destacat en els fets del 6 d'ctuber del 1934 Dencàs i Badia van fugir a l'estranger i Compte va morir lluitant al local del CADCI.

### Guerra Civil espanyola
Pocs dies abans de l'inici de la guerra, el juny del 1936, Estat Català abandonà Esquerra Republicana de Catalunya i es reorganitzà de manera independent sota la direcció de Josep Dencàs i Puigdollers i Joan Torres i Picart, amb la fusió del Partit Nacionalista Català, algun sector de les Joventuts d'Esquerra Republicana i del grup Nosaltres Sols! Un cop esclatada la guerra, del juliol del 1936 al juliol del 1937 aconseguiren el control del Diari de Barcelona, dirigit per Marcel·lí Perelló i Domingo.
A causa dels fets del 6 d'octubr fou exclòs del Comitè Central de Milícies Antifeixistes de Catalunya i no va intervenir en el front d'Aragó, però Estat Català va participar activament en la resta dels fronts de guerra, creà les seves pròpies tropes per lluitar; foren especialment lloats el Regiment Pirinenc núm. 1 de Catalunya, la Columna Volant Catalana i participaren en el cos expedicionari que intentà recuperar Mallorca, que havia caigut en mans feixistes. Durant els anys de la guerra, Estat Català, disconforme amb la situació revolucionària del país i a fi de poder encaminar-lo cap a la independència, intentarà obtenir el poder de la Generalitat amb un complot contra el seu president que serà descobert. A més, va patir fortes tensions internes.

### Postguerra

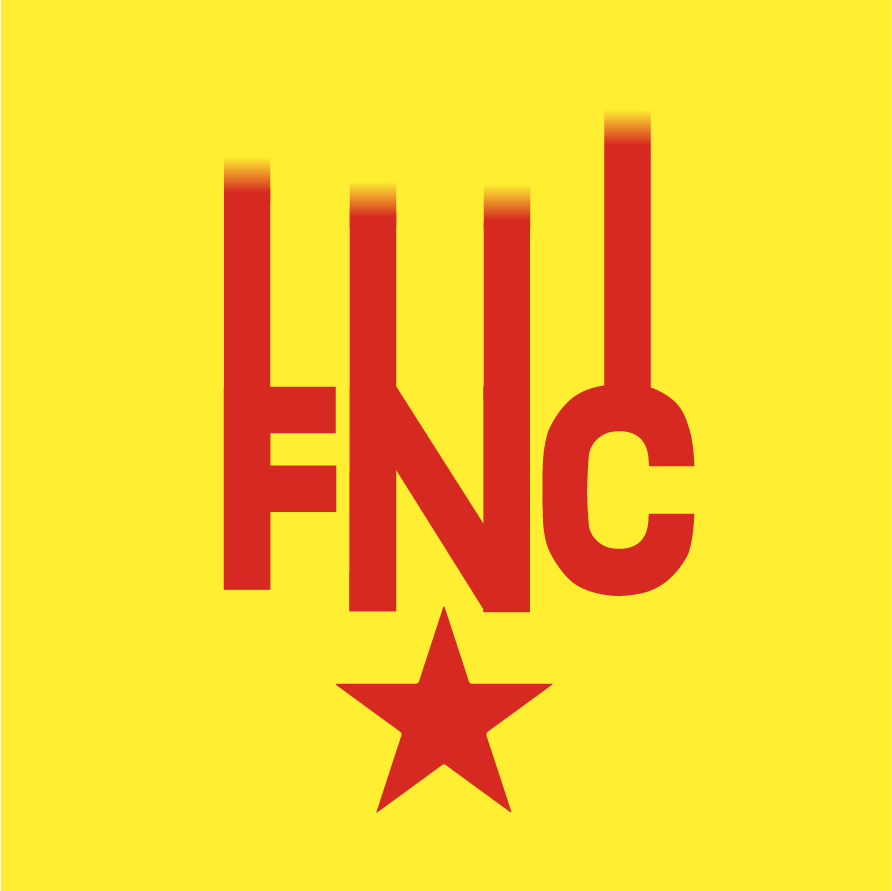
Símbol del Front Nacional de Catalunya, del qual Estat Català va formar part fins al 1947

A partir del 1939, perduda ja la guerra, molts dels militants del partit foren afusellats, i molts altres van anar a l'exili. Els que van travessar la frontera francesa, van ser internats en camps de concentració de la Catalunya Nord. Els militants que quedaren lliures s'integraren al Front Nacional de Catalunya, on Estat Català conservà la seva autonomia interna.
El 16 de juny dek 1939 sorgiren tensions entre els dos caps del partit, el secretari general Vicenç Borrell, i Joan Cornudella i Barberà, futur cap del Front Nacional de Catalunya. Borrell fou destituït i Estat Català es va integrar al FNC fins al 1947. Tot i que mantingueren una estructura al marge del Front, per a ells serà un punt de referència en el plantejament ideològic i procés de reorganització. Del 1940 al 1946 la seva activitat fou molt feble dins del Front. El seu militant Pere Llevat va morir en un tiroteig a Arenys de Mar. I el setembre del 1941 la seva xarxa d'espies fou desarticulada.
Estat Català col·laborà amb els serveis secrets britànics, francesos i polonesos i amb la Resistència francesa. Comptant amb la col·laboració dels militants resistents de l'interior, tingué una intensa activitat en les xarxes d'evasió d'aviadors aliats i jueus per sortir de l'estat francès.
El 1942 el Comitè de Barcelona d'Estat Català aplegà entre 20 i 30 militants, dirigits per Francesc Xavier Balagueró i Ràfols, Josep Planchart i Martori, Àngel Cortès, Jordi Renom i Ventura Niubò. El 1945 entrà a formar part del Consell Nacional de la Democràcia Catalana de Josep Pous i Pagès amb representació pròpia, independent del Front Nacional de Catalunya. L'any 1947 el partit creà la idea i edità el primer mapa amb el nom dels Països Catalans.
La lluita a l'interior continuà. Del 1942 al 1943 les Joventuts d'Estat Català (Jordi Renom, Francesc Xavier Balagueró i Ràfols i Àngel Cortès) van fer pintades catalanistes arreu del barri de Gràcia, repartiren propaganda antinazi i editaren la revista Torxa, de manera que el 1944 crearen una Secció Universitària. El 1944 Vicenç Borrell tornà a Barcelona i rellançà el partit per tal de recuperar els exiliats i els que s'havien passat al FNC, i proposà crear una coordinadora de partits a l'interior (Unitat Catalana) per tal de fer costat a les institucions a l'exili. Això provocà una polèmica entre el sector oficial de Borrell i els partidaris de col·laborar amb el FNC, agrupats en la revista Almogàvers (Joan Berguedà, Pere Pérez, Joan Monyarc, Gonçal Gorges). Potser apleguen a un centenar de militants. El maig del 1945 fou detingut el militant Àngel Cortès per repartir propaganda a la universitat; fou apallissat per companys de Pablo Porta Bussoms, cap del SEU, i empresonat durant tres mesos.
L'abril del 1945 es va celebrar la primera reunió del Consell Regional de Delegacions d'Estat Català, que aconseguí la reunificació definitiva dels dos sectors el desembre de 1946. Fins aleshores només havien fet alguns actes de propaganda i simbòlics, com el 28 d'abril als germans Badia. Borrell i Renom alternaren la presència al Consell Nacional de la Democràcia Catalana i fins al 1947 es mantingueren ambigus en la polèmica que aquest va mantenir amb la Generalitat de Catalunya a l'exili. El juliol del 1947 l'abandonaren, l'acusaren de pactar amb els espanyols, i van formar amb ERC la Federació Nacionalista Republicana de Catalunya, tot acusant la Generalitat a l'exili de deixadesa i inactivitat, i als líders d'UDC, MSC i FNC de personalisme. Acció Catalana Republicana s'hi afegiria el 1948.
El partit sortí del Front Nacional de Catalunya el 1947 en esdevenir aquest un partit polític, i es reorganitza de manera independent. Aleshores potser tenia uns 500 militants. Tanmateix, la tasca d'oposició al règim tenia poca influència en la població i el partit fou sacsejat per diferències internes. Així esdevindria un grup ultraclandestí, minoritari i sense massa arrelament llevat de Barcelona, raó per la qual no fou desarticulat. A l'exterior alguns militants, com Josep Maria Murià i Romaní, editaven butlletins per mantenir la flama nacionalista.
Als anys 50 i 60 començà a dur a terme accions polítiques i militars contra el règim franquista mercè l'esforç del seu cap Salvador Bartolí i Guiu. Adoptà plantejaments del laborisme britànic. El 1947 intentà crear una organització armada amb base piramidal d'escamots de cinc militants (cinquenes) amb arsenal a França, mercè la voluntarietat del secretari general de les Joventuts, Francesc Xavier Balagueró i Ràfols, però en no consta cap actuació des del 1950.
Cap al 1970, un grup de joves vinculats a les Joventuts Obreres d'Estat Català crearen el FAC (Front d'Alliberament de Catalunya), independentista i socialista, però que volia vincular-se al Consell Nacional Català. Més tard, d'altres es passarien a EPOCA i Terra Lliure.

### Transició

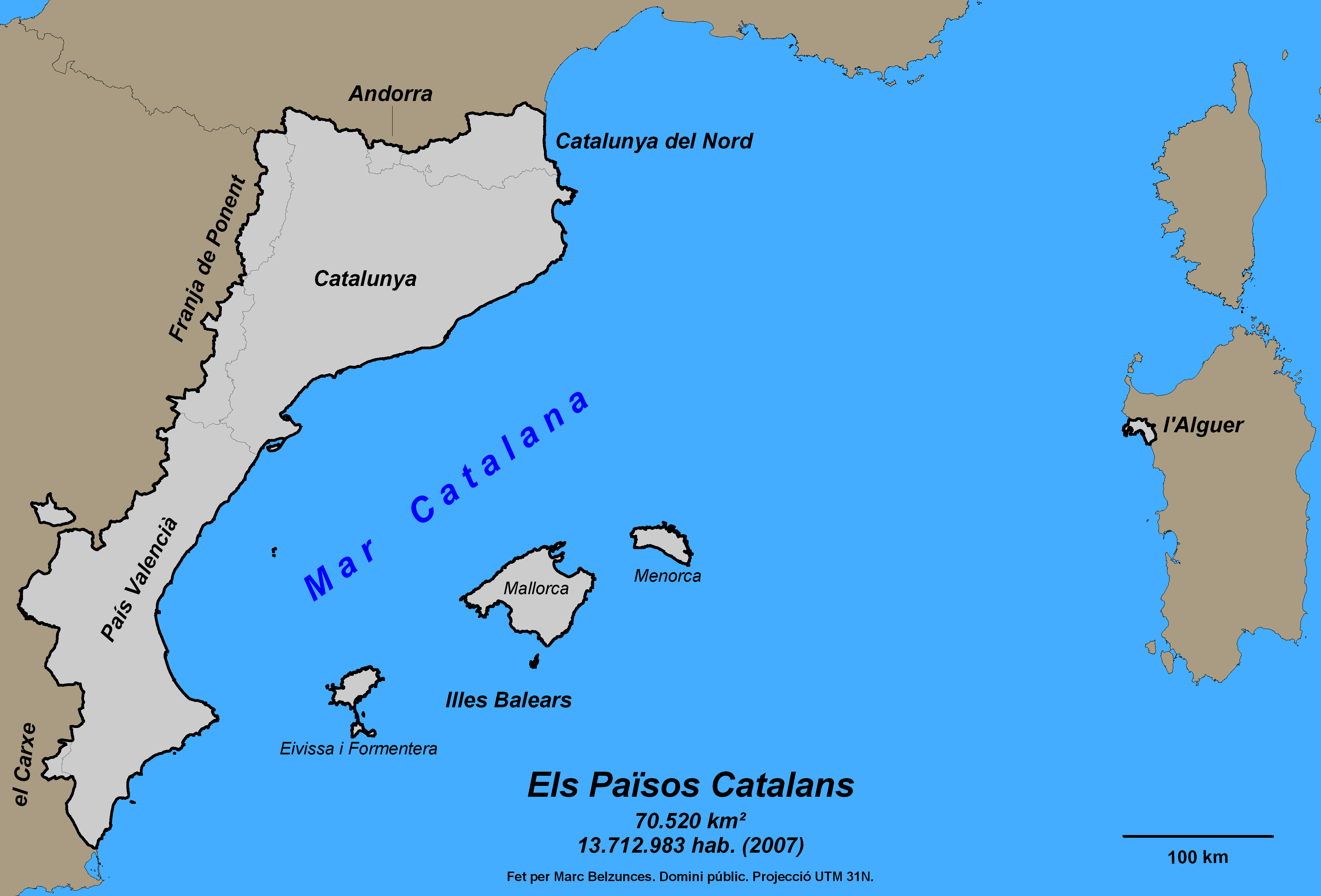
Mapa dels Països Catalans, la creació del seu concepte polític s'atribueix als dirigents d'Estat Català

El 1976, després de dècades de clandestinitat, Estat Català reivindicà novament la seva legalització sota la direcció de militants històrics com Josep Planchart i Martori, Ramon Rius, Xavier Balagueró i Ràfols, Jaume Ros i Serra, Martí Torrent i Blanchart, etc. Es declararen independentistes dels Països Catalans, i interclassistes i reberen l'adhesió de militants històrics dels anys de la fundació del partit com Ventura Gassol. A la data en què es produïren les eleccions generals espanyoles de 1977 Estat Català encara no havia estat legalitzat i hagué de formar una coalició amb altres partits en la mateixa situació (com ara Esquerra Republicana de Catalunya). Estat Català aconseguí la seva legalització aquell mateix any i el 16 de setembre de 1977 aconseguia ser inscrit finalment al Registre de partits polítics del Ministeri de l'Interior. Més tard es va pronunciar en contra de l'aprovació de la Constitució espanyola de (1978) i l'Estatut d'Autonomia (1979), ja que les considerava eines contràries a les plenes llibertats dels catalans, així com continuistes del règim del dictador Franco. Segons el posicionament d'Estat Català, mantingut ja durant la dictadura en plantejar-se la possibilitat d'una reclamació futura d'Estatut, un Estatut com el del 1979 quedava supeditat a una Constitució que negava els drets nacionals inalienables i imposava una monarquia borbònica hereva de la del 1714 i del franquisme.
Estat Català s'ha presentat a les eleccions espanyoles, però inicialment no ho feia a les catalanes, per tal de no restar vots als altres partits catalanistes. A les eleccions generals espanyoles de 1979 va obtenir 6.328 vots, que van representar un 0,29%. A escala municipal, Estat Català s'ha presentat repetidament a les eleccions, sigui en nom propi (45 regidors el 1979) o bé amb la seva coalició Acció Municipal Democràtica.
Estat Català es presentà a les eleccions al Parlament de Catalunya (1999) i obtingué 1.174 vots (0,06%). A les eleccions generals espanyoles de 2000, va obtenir 2.321 vots al Congrés de Diputats (0,07%) i 18.000 al Senat (0,53%).
En el plebiscit sobre l'Estatut de Miravet, Estat Català va fer campanya pel vot negatiu sota el lema «Cap Estatut ens farà lliures. Independència».
A escala municipal, des de 2004 el partit no s'ha presentat en solitari a les eleccions municipals, però amb la seva coalició municipal Acció Municipal Democràtica, ha aconseguit un nombre variable de regidors depenent de la contesa electoral i també el govern d'alguns municipis. El 2007 va donar suport a Acció Municipal Democràtica a Fogars de Montclús i Montseny, obtenint 9 regidors i dues alcaldies.
El partit s'ha presentat en diferents eleccions, però mai ha assolit un resultat superior al 0,7% dels vots a Catalunya. A les eleccions al Parlament de Catalunya (2003) va obtenir 1.890 vots (0,06%) i a les eleccions al Parlament Europeu de 2004 va obtenir 1.540 vots (0,07%).
Estat Català va donar suport a ERC en les darreres eleccions al Parlament Europeu de maig del 2014. El 21 de desembre del 2014, va fer el X Congrés amb el lema «Unitat per la Independència».
El 2015, Estat Català va donar suport a la candidatura unitària de Junts pel SÍ que va ser la força guanyadora de les eleccions.
En el referèndum de l'1-O va fer campanya a favor del SÍ a la independència i va portar observadors internacionals.
A les eleccions al Parlament Europeu del 2019 van donar suport a la llista Junts i Lliures per Europa, encapçalada per Carles Puigdemont.

#### Impuls d'Independentistes d'Esquerres
El 2020, diversos militants de l'organització impulsen el col·lectiu Independentistes d'Esquerres que mira de pressionar per una estratègia unitària de l'independentisme.

#### Centenari d'Estat Català
El 8 de juliol del 2022 es va celebrar l'acte institucional del Centenari de la fundació del partit per Francesc Macià, l'acte es va fer al MHC amb la participació de representants institucionals, familiars de militants històrics del partit i representants de tots els partits independentistes, organitzacions de la societat civil i sindicats.
XIIIè Congrés d'Estat Català
El 29 de gener de 2023 es va fer el XIIIè Congrés d'Estat Català on es va escollir la nova direcció i el president és Josep Andreu i Domingo, exalcalde de Montblanc, que va substituir al president sortint Jordi Miró i Riba.

## Resultats electorals
Després de la Transició, el partit ha tingut una participació irregular a les diferents eleccions, participant en dues ocasions a nivell estatal (1979 i 2000), dues al Parlament de Catalunya (1999 i 2003), i només una a les Europees (2004). En totes elles els resultats van ser molt pobres, sense superar el 0.06%.
| Òrgan                | Any  | Vots    | %    | Escons  | Notes                                                     |
| -------------------- | ---- | ------- | ---- | ------- | --------------------------------------------------------- |
| Parlament            | 1932 | 269.550 | 52,6 | 67 / 85 | Dins d'ERC (56 diputats) i la Coalició Esquerra Catalana. |
| Dictadura Franquista |      |         |      |         |                                                           |
| Corts Generals       | 1979 | 6.328   | 0,02 | 0 / 350 |                                                           |
| Parlament            | 1999 | 1.774   | 0,06 | 0 / 135 |                                                           |
| Corts Generals       | 2000 | 3.356   | 0,01 | 0 / 350 |                                                           |
| Parlament            | 2003 | 1.890   | 0,06 | 0 / 135 |                                                           |
| P. Europeu           | 2004 | 2.594   | 0,02 | 0 / 54  |                                                           |